# Казаль-ди-Принципе
Казаль-ди-Принципе (итал. Casal di Principe, неап. Casal 'e Prencepe) — город в Италии, располагается в регионе Кампания, в провинции Казерта.
Население составляет 19 336 человек, плотность населения — 841 чел./км². Занимает площадь 23 км². Почтовый индекс — 81033. Телефонный код — 081.
Покровительницей коммуны почитается Пресвятая Богородица (Santa Maria Preziosa). Праздник ежегодно отмечается во вторник Светлой Седмицы и 12 сентября.